# Schloss Dagstuhl

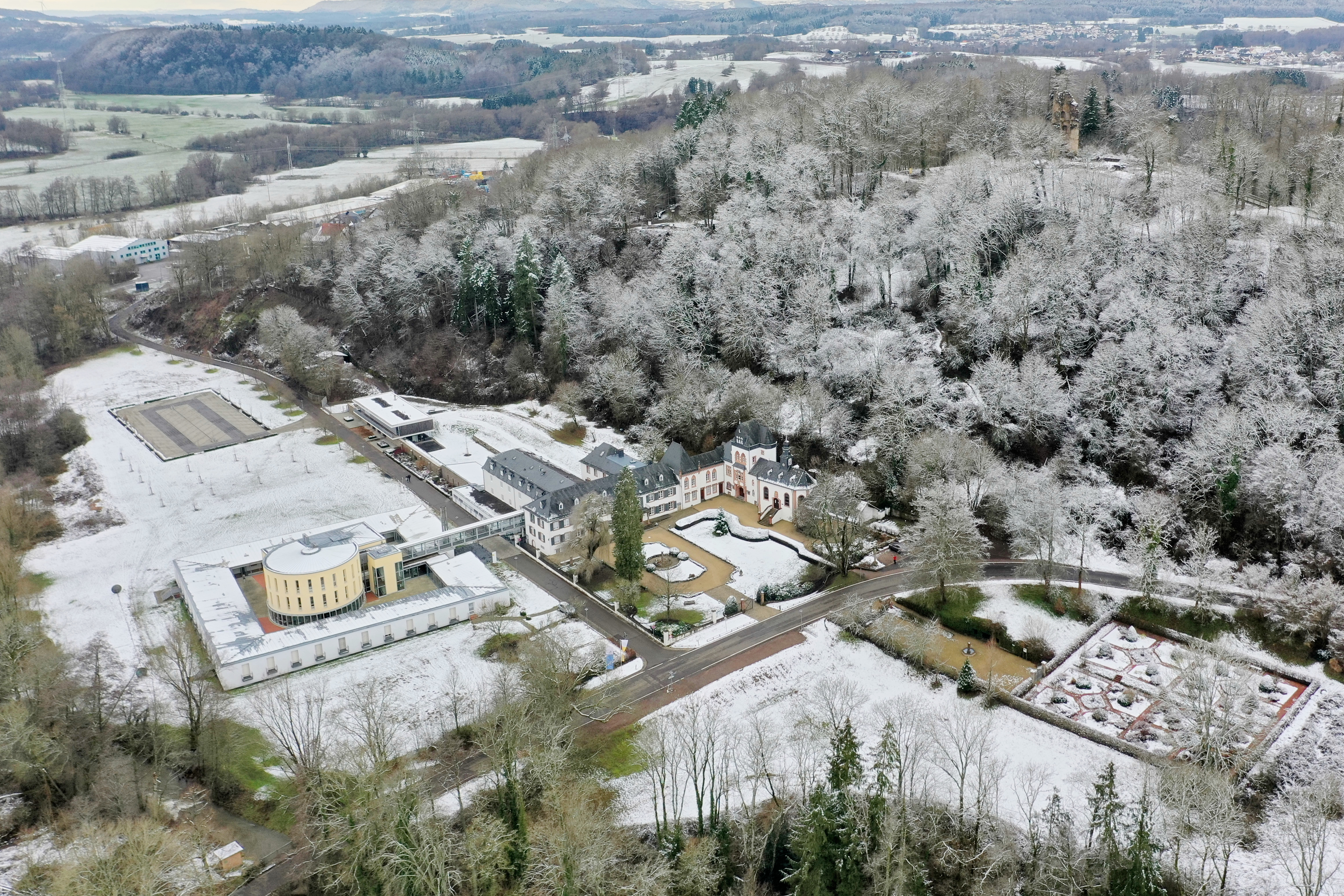
Luftbild Ensemble Schloss Dagstuhl

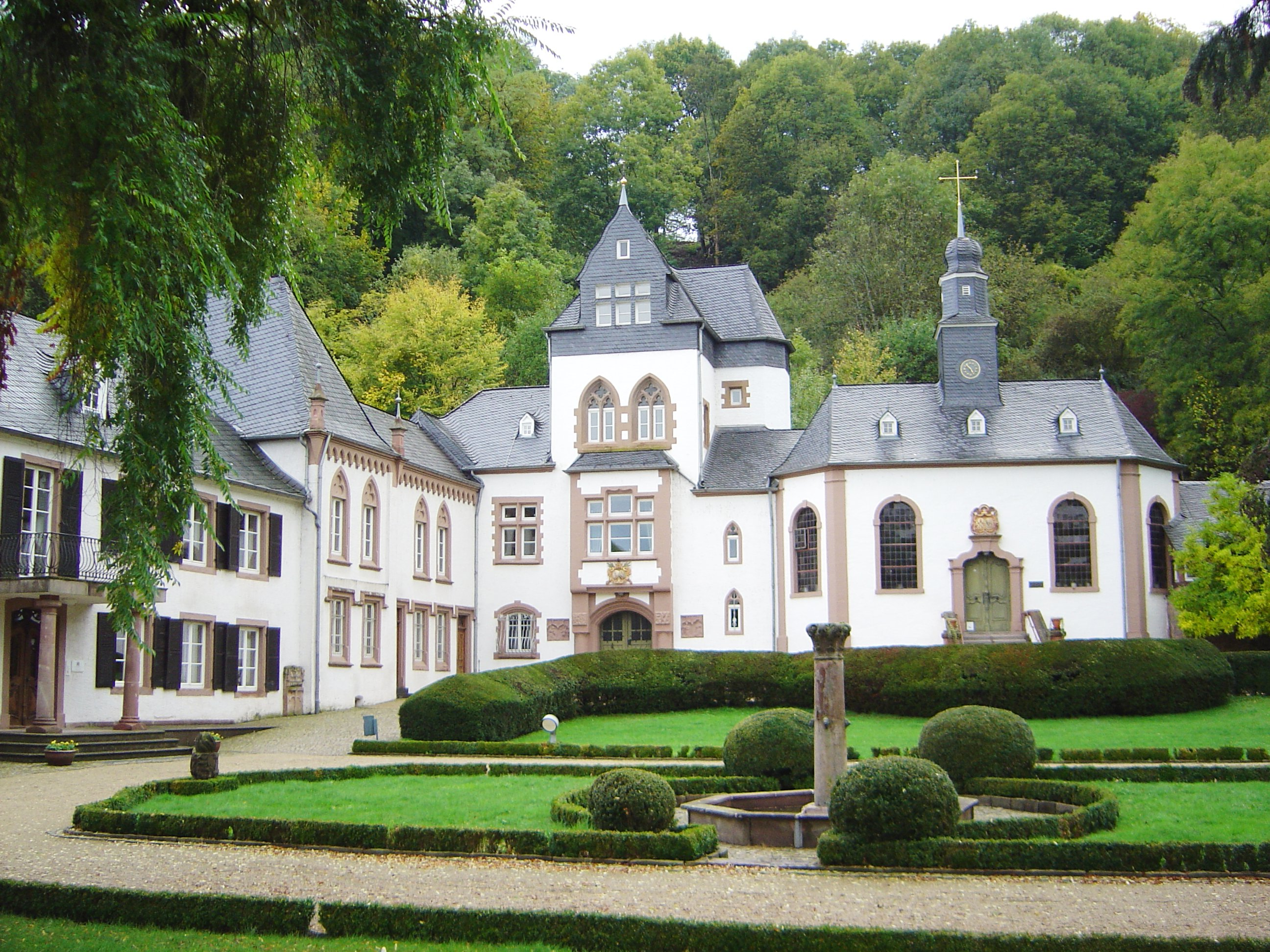
Schloss Dagstuhl mit Parkanlagen

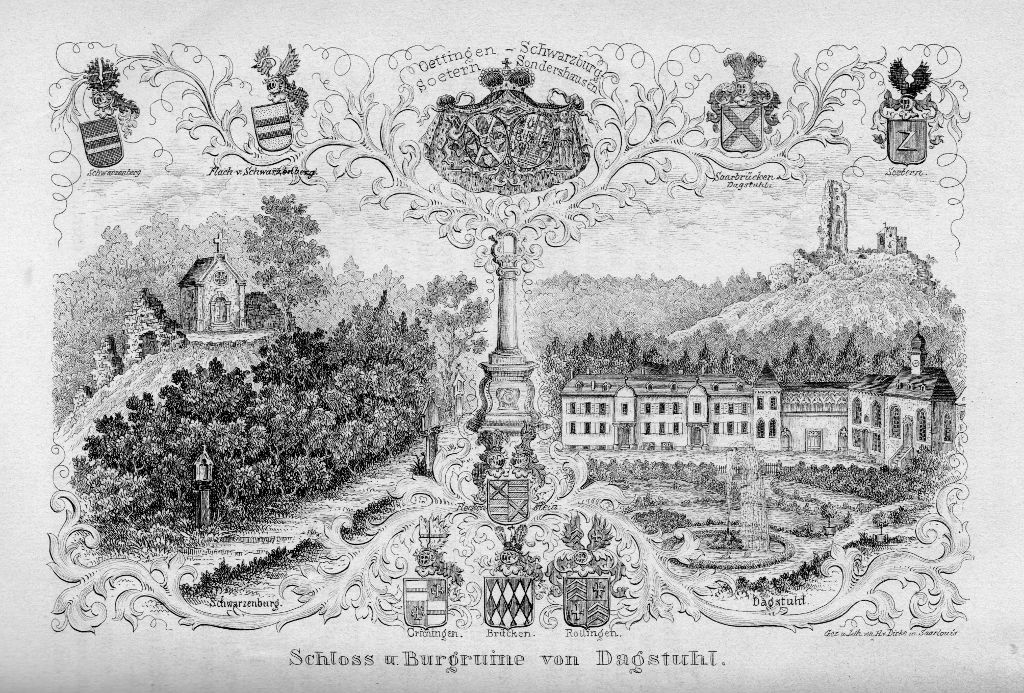
Das Schloss und die Burgruine auf einer Lithographie aus dem Jahre 1863 (Quelle: Urkundliche Geschichte des Kreises Merzig von Constantin von Briesen)

Schloss Dagstuhl ist ein historisches Gebäude im saarländischen Dagstuhl.
Es liegt am unteren Lösterbach, einem Zufluss der Prims.

## Geschichte
Das Schloss wurde 1760 von Graf Anton von Öttingen-Soetern-Hohenbaldern am Fuß der alten Dagstuhler Burg erbaut. Nach dem Einmarsch französischer Revolutionstruppen wurden die Ländereien verpachtet und das Gebäude von Baron Wilhelm de Lasalle von Louisenthal erworben. Die Familie lebte hier bis 1959, danach wurde es in ein kirchliches Altenheim umgewandelt. Bekannt wurde die Tochter des Barons, Octavie de Lasalle (1811–1890), die als „Malergräfin“ u. a. die Schlosskapelle mit einem Kreuzweg und einem Altargemälde ausschmückte. Ihr Bruder Rudolf de Lasalle von Louisenthal (1815–1892) war von 1866 bis 1875 Landrat des Kreises Merzig-Wadern.

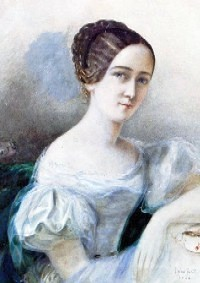
Octavie de Lasalle

In den Jahren 1905/06 erweiterten die Lasalle-Erben das Schloss. Ein Teil des Gebäudes wurde im neogotischen Stil umgebaut. Das Haupthaus und die Schlosskapelle sind seither durch einen historisierenden Zwischenbau mit Turmsegment verbunden.
1961 übernahmen die Franziskusschwestern den Komplex und richteten ein Altenheim ein, das später von den Franziskanerinnen von Waldbreitbach übernommen wurde.
1989 ging das Haus in Besitz des Landes über, das das Leibniz-Zentrum für Informatik (LZI) einrichtete.
2001 wurde der gegenüber dem Schloss gelegene Barockgarten im Rahmen des Projektes „Gärten ohne Grenzen“ nach Gemälden aus dem Œuvre der Octavie de Lasalle neu gestaltet.